# Toyota FX-1
La Toyota FX-1 è una concept car realizzata dalla Toyota nel 1983.

## Il contesto
Presentata presso il salone dell'automobile di Tokyo del 1983, la FX-1 si poneva come la possibile erede della Toyota 2000GT.
La carrozzeria venne progettata per offrire solo 0,25 CX di coefficiente di resistenza aerodinamica, mentre la configurazione della vettura era coupé 2+2. Negli interni tutti gli indicatori erano di tipo digitale e tutti i comandi erano di tipo elettrico. Nella sezione del cofano motore era stata posizionata una presa d'aria in materiale composito che poteva deformarsi una volta surriscaldata in maniera tale da far entrare aria per raffreddare il propulsore al momento opportuno. Una volta raffreddato il propulsore, la presa tornava alle sue misure originali. Il tettuccio venne costruito impiegando diversi strati di lamiera e polipropilene, mentre la ceramica fu utilizzata per creare i pistoncini dei freni a disco ventilati e il sistema di scarico. Le sospensioni, gestite elettronicamente, erano di tipo indipendente composte da doppi bracci oscillanti e ammortizzatori idropneumatici. 
L'unità propulsiva del veicolo era rappresentata da un LASRE alpha-X derivato dal motore 1G-GEU che erogava la potenza di 210 cv con 273 Nm di coppia motrice. Gestito da un cambio automatico a quattro rapporti, il motore permetteva alla FX-1 di raggiungere i 250 km/h di velocità massima.